# Searsia lancea
Searsia lancea är en sumakväxtart som först beskrevs av Carl von Linné d.y., och fick sitt nu gällande namn av Fred Alexander Barkley. Searsia lancea ingår i släktet Searsia och familjen sumakväxter. Inga underarter finns listade i Catalogue of Life.